# یانچویتسه
یانچویتسه (به لاتین: Janczewice) یک روستا در لهستان است که در گمینا لشنووولا واقع شده‌است.